# Ardisia silvestris
Ardisia silvestris är en viveväxtart som beskrevs av Pitard. Ardisia silvestris ingår i släktet Ardisia och familjen viveväxter. Utöver nominatformen finns också underarten A. s. appressa.